# Joint Typhoon Warning Center
Le Joint Typhoon Warning Center (JTWC) est un centre inter-armes de prévision des cyclones tropicaux entre la US Navy et la US Air Force. Il est installé au centre de prévision maritime de Pearl Harbor, Hawaii. Il a pour mission d'émettre les alertes pour les cyclones tropicaux pouvant affecter les bases militaires et aériennes américaines ainsi que la flotte de ce pays à travers les océans Pacifique et Indien. Il émet également des bulletins pour les populations civiles des territoires américains de Micronésie.
Le JTWC apporte son concours aux services du département de la Défense des États-Unis et aux agences civiles américaines dans sa zone de couverture pour les questions météorologiques. Il collabore également avec les centres de prévisions civils des autres pays dans l’analyse et la prévision des systèmes tropicaux pour ces deux océans. Son aire de travail comprend environ 90 % des régions du globe où un cyclone tropical peut se développer.

## Histoire

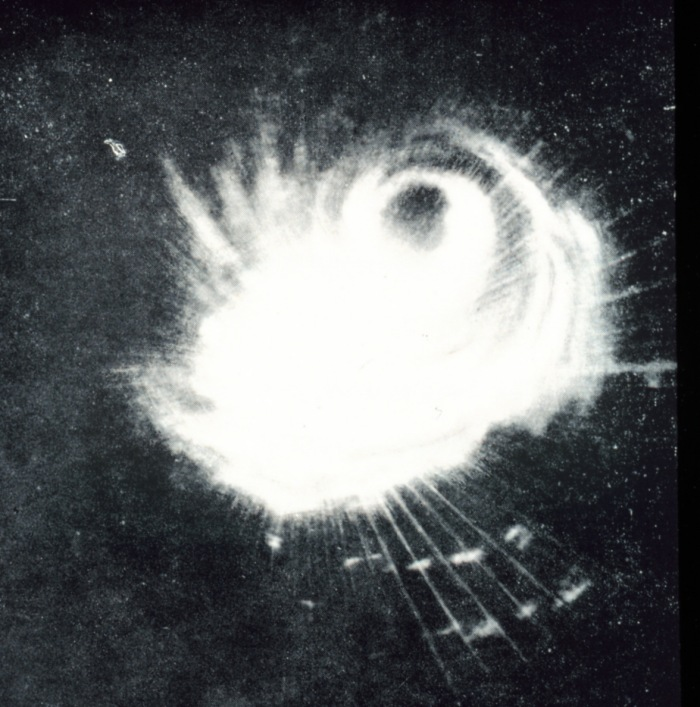
Image radar du typhon Cobra en 1944.

L’embryon d’un centre commun aux Forces Armées américaines s'est amorcé après le passage du typhon Cobra en 1944 à l’Est des Philippines. Ce petit, mais intense, cyclone causa le plus grand désastre naval des États-Unis, 790 membres du personnel militaire y ont trouvé la mort, soit le pire bilan dû à un cyclone tropical depuis 1889. À la suite du typhon, des stations météorologiques ont été ouvertes sur les Îles Caroline, à Manille, Iwo Jima et Okinawa.  Deux nouveaux centres météorologiques de coordination furent installés à Guam et Leyte (Philippines).
Le Fleet Weather Center/Joint Typhoon Warning Center vit finalement le jour en 1959 à Nimitz Hill, Guam, afin de coordonner les efforts des centres de prévisions jusqu’alors indépendants de la Navy, à Guam, Hawaii et aux Philippines, avec celui de l’Air Force au Japon. En novembre 1962, le Typhon Karen (en) détruisit l’édifice où se trouvait le centre qui fut réinstallé dans un bâtiment à l’épreuve des cyclones tropicaux en 1965.
Le 1er janvier 2000, le centre déménage à Pearl Harbor, à la suite d'une réorganisation des bases de la défense américaine. En octobre 2011, le nom du JTWC est passé de « Naval Maritime Forecast Center/Joint Typhoon Warning Center » à simplement Joint Typhoon Warning Center, car il est devenu un commandement autonome pour la première fois en 52 ans d'histoire.

## Règles et responsabilités
Le JTWC suit les règles de nomenclature des cyclones tropicaux de l’OMM, ainsi que ses échelles d’intensité. Cependant, il utilise le standard américain pour ce qui est de la mesure du « vent maximum soutenu », soit la vitesse sur une minute, au lieu du dix minutes recommandé par l’OMM (voir échelle Saffir-Simpson).
Le JTWC ne fait pas partie des centres météorologiques régionaux spécialisés de l’OMM ni de ses centres d’alertes pour cyclones tropicaux, car sa vocation principale est militaire, mais il coopère avec ces centres.

## Personnel et équipement
En 2007, le centre emploie trente-sept météorologistes de la U.S. Air Force et la Navy.
Le JTWC utilise les données de surface, d’altitude et marines, tant militaires que civiles, ainsi que les données des radars et satellites météorologiques qu'il possède pour certains d'entre eux.